# Топольовка (Словаччина)
Топольовка (словац. Topoľovka) — село в Словаччині, Гуменському окрузі Пряшівського краю. Розташоване в східній частині Словаччини в південній частині Низьких Бескидів в долині Ондавки та її притоки.
Уперше згадується у 1479 році.

## Пам'ятки
У селі є стара греко-католицька церква Різдва Пресвятої Богородиці з 1781 року в стилі бароко-класицизму та римо-католицький костел з 1848 року в стилі класицизму з вежею з 1864 року, нова греко-католицька церква Різдва Пресвятої Богородиці з 21 століття.

## Населення
| Рік:            | 1994. | 2004.   | 2014.   | 2024.   |
| --------------- | ----- | ------- | ------- | ------- |
| Кількість осіб: | 812   | 823     | 815     | 807     |
| Різниця:        |       | +1,35 % | -0,97 % | -0,98 % |

| Рік:            | 2023. | 2024.   |
| --------------- | ----- | ------- |
| Кількість осіб: | 811   | 807     |
| Різниця:        |       | -0,49 % |

У селі проживає 824 осіб.
Національний склад населення (за даними останнього перепису населення — 2001 року):
- словаки — 98,50 %,
- русини — 0,50 %,
- чехи — 0,38 %,
- українці — 0,38 %,
- поляки — 0,25 %.

Склад населення за приналежністю до релігії станом на 2001 рік:
- римо-католики — 79,00 %,
- греко-католики — 18,25 %,
- протестанти — 0,75 %,
- православні — 0,50 %,
- не вважають себе вірянами або не належать до жодної вищезгаданої конфесії — 1,38 %.